# Centrum Kultury Filmowej im. Andrzeja Wajdy
Centrum Kultury Filmowej im. Andrzeja Wajdy (CKF) − samorządową instytucja kultury m.st. Warszawy.
Przedmiotem działania CKF jest prowadzenie działalności kulturalnej w zakresie filmu, sztuki, edukacji filmowej i kulturalnej, prezentowania twórczości filmowej, upowszechniania kultury, budowania świadomości dziedzictwa kulturowego, zainteresowania i uznania dla sztuki i osiągnieć naukowych w dziedzinie filmu. Jest twórcą i operatorem miejskiej platformy VOD Warszawa.

## Opis
Centrum Kultury Filmowej im. Andrzeja Wajdy zostało utworzone uchwałą Rady m.st. Warszawy w lipcu 2018 roku. Działalność merytoryczną CKF rozpoczęło w maju 2019 roku. 
Centrum Kultury Filmowej to samorządowa, warszawska instytucja miejska zajmująca się filmem, realizującą ważne zadania związane z upowszechnianiem kultury i edukacji filmowej, oraz z refleksją nad rolą kultury audiowizualnej i cyfrowej w dzisiejszym społeczeństwie. Centrum stara się badać puls rzeczywistości i stawiać pytania a swoich odbiorców zaprasza do ciągłego dialogu na temat kultury filmowej i audiowizualnej.
Celem Centrum jest kształtowanie świadomej publiczności poprzez prezentację filmów oraz promowanie filmowych projektów artystycznych. CKF służy rozwojowi kultury filmowej, jej upowszechnianiu, ożywianiu i inicjowaniu. Centrum Kultury Filmowej im. Andrzeja Wajdy organizuje projekcje i dyskusyjne kluby filmowe, uroczyste premiery i pokazy specjalne, koncerty muzyki filmowej, wystawy, warsztaty dla dzieci i młodzieży, panele i konferencje, tworzy programy edukacyjne, prowadzi badania i wydaje książki.
Funkcję dyrektora CKF pełni od jego powstania Joanna Rożen-Wojciechowska, której druga kadencja zakończy się w 2026 roku

## Kultura filmowa[6]
Jak kulturę filmową rozumie Centrum Kultury Filmowej? Kultura filmowa to miłość do kina. To pełna sala kinowa, która cichnie, gdy gaśnie światło. Burzliwe dyskusje po seansie i lektura o filmie nazajutrz. To wspólne oglądanie filmów, pytania, spory. Emocje, które z nami zostają. Niewyczerpana ciekawość kina. Kultura filmowa to też piśmiennictwo: scenariusz, krytyka filmowa, analiza, a nawet wiersz o kinie. Kultura filmowa to archiwa i pamięć audiowizualna. To rozumienie przeszłości kraju i miasta dzięki obrazom filmowym. Budowanie wspólnoty na podstawie doświadczania kina.
Kultura filmowa to edukacja: otwieranie się na film i rozmowa o świecie poprzez kino. Kultura filmowa to też ciekawość przyszłości. To innowacje i technologiczne odkrycia: dziewiętnastowieczny biopleograf i doświadczenia XR, kultura immersyjna i poszukiwanie granic realności. Kultura filmowa to styl życia.

## Koncepcja programowa[7]
Koncepcja programowa Centrum Kultury Filmowej im. Andrzeja Wajdy autorstwa Joanny Rożen-Wojciechowskiej (2018) łączy progresywne myślenie o kulturze filmowej i szacunek dla Patrona instytucji – autora przełomowych dla polskiej kinematografii arcydzieł, nauczyciela i mentora wielu pokoleń filmowców. W swoich działaniach CKF nakłania do spotkań z twórcami filmów, którzy przez rozmowę o swojej pracy zaszczepiają w widzach pasję. Właśnie ona, jako immanentna część światłego i pełnego życia, jest w przedsięwzięciach Centrum priorytetem i schedą po Andrzeju Wajdzie.

## Dział Projekcji Filmowych[6]
Rozmowa o filmie jest dla DPF najważniejsza, dlatego organizuje regularne, różnorodne programowo spotkania z kinem, korzystając z formuły klubu dyskusyjnego (DKF). Prezentuje starsze i nowe dzieła sztuki filmowej, dyskutuje o serialach, analizuje kino gatunkowe, a także nurty i tendencje we współczesnej kinematografii.
Dział Projekcji Filmowych dba o aktualność naszego przekazu, prezentując premiery filmowe w ramach pokazów z udziałem gwiazd kina, uznanych twórców i obiecujących debiutantów. Zaprasza uczestników do wymiany myśli z gośćmi, umożliwia szczerą rozmowę o sztuce z wybitnymi przedstawicielami polskiej kinematografii.
W działaniach DPF myślą przewodnią jest, że kino powinno być dostępne dla każdego. CKF Organizuje pokazy letnie i przeglądy sezonowe, niebiletowane i dostosowane do potrzeb osób niepełnosprawnych. Ambicją DPF i całego CKF jest budowanie wspólnoty filmowej, z której nikt nie jest wykluczony.
DPF oferuje tętniący życiem program filmowy stworzony z myślą o naszych widzach. Udostępnia sztukę kina każdemu, kto odczuwa jej potrzebę i pragnie przekonać tych, którym nie jest ona bliska, że znajdą w niej coś dla siebie. CKF łączyć środowiska, pokolenia i grupy społeczne dzięki wspólnemu udziałowi w seansach i dyskusji.

## Studio U20
Studio U20 to przestrzeń kultury filmowej sytuowana na parterze zabytkowej kamienicy przy Alejach Ujazdowskie 20, w centrum Warszawy. Przestrzeń jest siedzibą Centrum Kultury Filmowej im. Andrzeja Wajdy.
U20 jest wyposażone w nowoczesne urządzenie do produkcji nagrań live w jakości Full HD oraz 4K – Pearl2, który nawet przy niewielkiej ilości kamer, stwarza iluzję korzystania z wielu ujęć. U20 zapewnia najwyższą jakość transmitowanego obrazu, który w czasie rzeczywistym może zostać przesłany na platformy streamingowe. Studio służy też do nagrań audio np. projektów podcastowych oraz realizacji video np.: spotkań, gal, konferencji, warsztatów online itd. Studio U20 to też małe kino z 45 miejscami na widowni oraz przestrzeń działań edukacyjnych i warsztatowych. W U20 są realizowane projekty CKF oraz wydarzenia innych instytucji i organizacji pozarządowych.

## Dział Edukacji Filmowej[6]
Dział Edukacji Filmowej prowadzi zajęcia i warsztaty dla różnych grup wiekowych, budując pomosty między osobami zainteresowanymi branżą audiowizualną a profesjonalistami, którzy przybliżają tajniki swej pracy. W swoich programach ważną rolę odgrywa psychologiczny aspekt pracy nad filmem: zbiorowy wysiłek twórczy uczy komunikacji z jednostką i grupą, zarządzania emocjami, rozwiązywania problemów oraz dążenia do wspólnego celu.
Dział Edukacji Filmowej zleca badania branży audiowizualnej i rynku zawodów filmowych, których wyniki umożliwiają doskonalenie przedsięwzięć CKF tak, aby odpowiadały nowoczesnym realiom i umożliwiły odbiorcom odnalezienie swojego miejsca w świecie, który nadchodzi.
DEF nawiązuje kontakty z edukatorami oraz innowatorami z branży audiowizualnej, organizuje konferencje i panele upowszechniające najświeższe trendy i osiągnięcia w zakresie edukacji filmowej. Współpracuje z partnerami zagranicznymi, inspirując się stosowanymi przez nich sposobami przekazywania wiedzy i kompetencji odbiorcom w każdym wieku.
Działania DEF mają za cel – aby edukacja filmowa stała się naturalnym i nieodzownym elementem edukacji powszechnej, wierząc, że wynikające z niej umiejętności pozwalają nie tylko prawidłowo czytać i analizować filmy, lecz także pomagają krytycznie odbierać przekazy medialne i tworzyć nowe treści kultury.

## Dział Badań i Rozwoju[6]
Interdyscyplinarna komórka zajmująca się namysłem nad nowymi drogami transmisji kultury filmowej, sposobami jej nauczania i analizy, a także wpływem zmian technologicznych na branżę audiowizualną.
Dział Badań i Rozwoju prowadzi własną działalność badawczą, projektuje i wdraża inicjatywy upowszechniające płynącą z bada wiedzę. Wspiera merytorycznie inne działy CKF. Inicjuje współpracę z instytucjami, programujemy i współorganizujemy debaty, konferencje oraz wydarzenia związane z upowszechnianiem wiedzy o kulturze filmowej, kinie jako miejscu kulturotwórczym i środowisku pracy. Odpowiada za archiwizację i tworzenie treści dokumentujących i opisujących w sposób interdyscyplinarny zjawiska związane z kulturą filmową. Pracuje nad gromadzeniem materiałów do mediateki im. Andrzeja Wajdy: wydawnictw książkowych, publikacji prasowych, filmów, wywiadów, programów TV, jak również oryginalnych nagrań wykonanych przez CKF.
Celem DBiR jest pogłębianie wiedzy widzów, odbiorców i współpracowników w zakresie odbioru kultury opartej na przekazie filmowym, piśmiennictwie filmowym i języku audiowizualnym.